# Каталін Макраї
Каталін Макраї (угор. Makray Katalin; нар.. 5 квітня 1945, Вашвар, Ваш, Угорське королівство) — угорська спортивна гімнастка.

## Походження та перші успіхи
Каталін Макраї народилася 1945 року у місті Вашварі на заході Угорщини. Родина Макраї завжди мешкала в Будапешті. Але під час Другої світової війни втекла від бойових дій в угорській столиці до містечка Вашварі, де в 1945 році й народилась Каталін. Спортом почала займатися у 10-річному віці, а у 1957 році стала дипломованою гімнасткою Postas SE. Увійшла до молодіжної збірної.
Першого успіху Каталін досягла 1961 року: виграла золоті та бронзові медалі на чемпіонаті Угорщини (серед дорослих). Наступного року увійшла до національної збірної і потрапила на чемпіонат світу в Празі, де зайняла четверте місце в командних змаганнях та шосте — в особистому заліку. Дворазова чемпіонка Універсіади 1963 року — в особистому багатоборстві (розділила золото з Ларисою Латиніною) і в команді. Чемпіонка (в команді) і бронзова медалістка (в особистому багатоборстві) Універсіади 1965 року.

## Участь в олімпіадах
Каталін Макраї представляла Угорську Народну Республіку на двох Олімпіадах, в 1964 році в Токіо та в 1968 році в Мехіко
Срібна медалістка Олімпійських ігор 1964 року в Токіо на брусах. Крім цього, на цих іграх виборола 5-е місце в командних змаганнях, при цьому в особистому заліку (в особистому багатоборстві) з 18-м та 3-м результатами вийшла до фіналу в одному окремому вигляді (на вищезазначених брусах).
На Олімпійських іграх 1968 року в Мехіко знову стала 5-ю у командних змаганнях, при цьому в особистому заліку (в особистому багатоборстві) стала 26-ю, до жодного з фіналів в окремих видах не вийшла.

## Розвиток аеробіки
Після закінчення спортивних виступів Каталін Макраї у 1978 році закінчила коледж фізичного виховання. Потім працювала тренером у Postas SE. Колишня гімнастка стала одніжю із засновників аеробіки в Угорщині. 1983 року однією з перших почала проводити тренування в Угорщині. У 1991 році з її ініціативи була заснована Угорська асоціація аеробіки. На чемпіонаті світу з гімнастики 2002 року в Будапешті Макраї працювала директором протоколу.
У липні 2003 року стала членом-засновником спортивної секції Угорської громадської асоціації «Фідес». У 2006 році вона брала участь у жіночій кампанії Fidesz та в заходах жіночої секції Fidesz.

## Родина
Її дідусь по матері, Ласло Акай, до 1945 року був генералом артилерії, тому його депортували до Хортобадя. Каталін познайомилася зі своїм чоловіком, Палом Шміттом, у тренувальному таборі Тата в 1962 році, а через чотири роки вийшла заміж. У них було троє дітей (Грета, Петра, Алекса) та шість онуків (Герго, Грасія, Ванда, Вендель, Вінс, Флоріан). Чоловік — колишній президент Угорщини Пал Шмітт.

## Нагороди та визнання
- 1962 - Друге місце в номінації "Молода спортсменка року Угорщини"[9];
- 1963 - Молода спортсменка року Угорщини[10];
- 1964 - Гімнастка року Угорщини;
- 2011 - Почесний громадянин Вашвару;
- 2012 - Почесний громадянин міста Ліпотварос;
- 2019 - Pro Urbe Будапешт.